# Castelli del Canavese
La maggior parte dei castelli del Canavese è dislocata nell'area che si sviluppa attorno al tracciato dell'autostrada A5 Torino-Aosta e dell'autostrada A4 Milano-Torino con raccordo per Aosta presso Ivrea. Sono quindi raggiungibili dai caselli di San Giorgio Canavese, Scarmagno, Quincinetto, Albiano d'Ivrea, Borgo d'Ale e Ivrea.

(Nell'immagine: prospetto principale del castello ducale di Agliè)
Il circuito dei castelli del Canavese è costituito da un insieme di antichi manieri e castelli - testimonianza di un antico passato spesso contraddistinto da sommosse popolari e guerre civili - distribuiti su una vasta area del Canavese, in Piemonte.
Molti di essi sono adibiti - in quanto dimore storiche - a poli museali (a gestione sia pubblica sia privata); alcuni sono sede di uffici pubblici, in particolare di sedi municipali; altri sono destinati al settore della ricettività per un turismo di lusso in una zona ricca di risorse tanto sotto l'aspetto paesaggistico (serra morenica di Ivrea, lago di Viverone), quanto riguardo a quello naturalistico-faunistico (osservazione degli uccelli e caccia) ed eno-gastronomico (erbaluce di Caluso e cucina piemontese).
I più conosciuti sono il castello di Ivrea, il castello ducale di Agliè e il castello di Masino. Eccetto quello di Moncrivello, sito in provincia di Vercelli, sono tutti collocati nella città metropolitana di Torino.

## I castelli

### Borgomasino
- Via Bonfiglio, 2

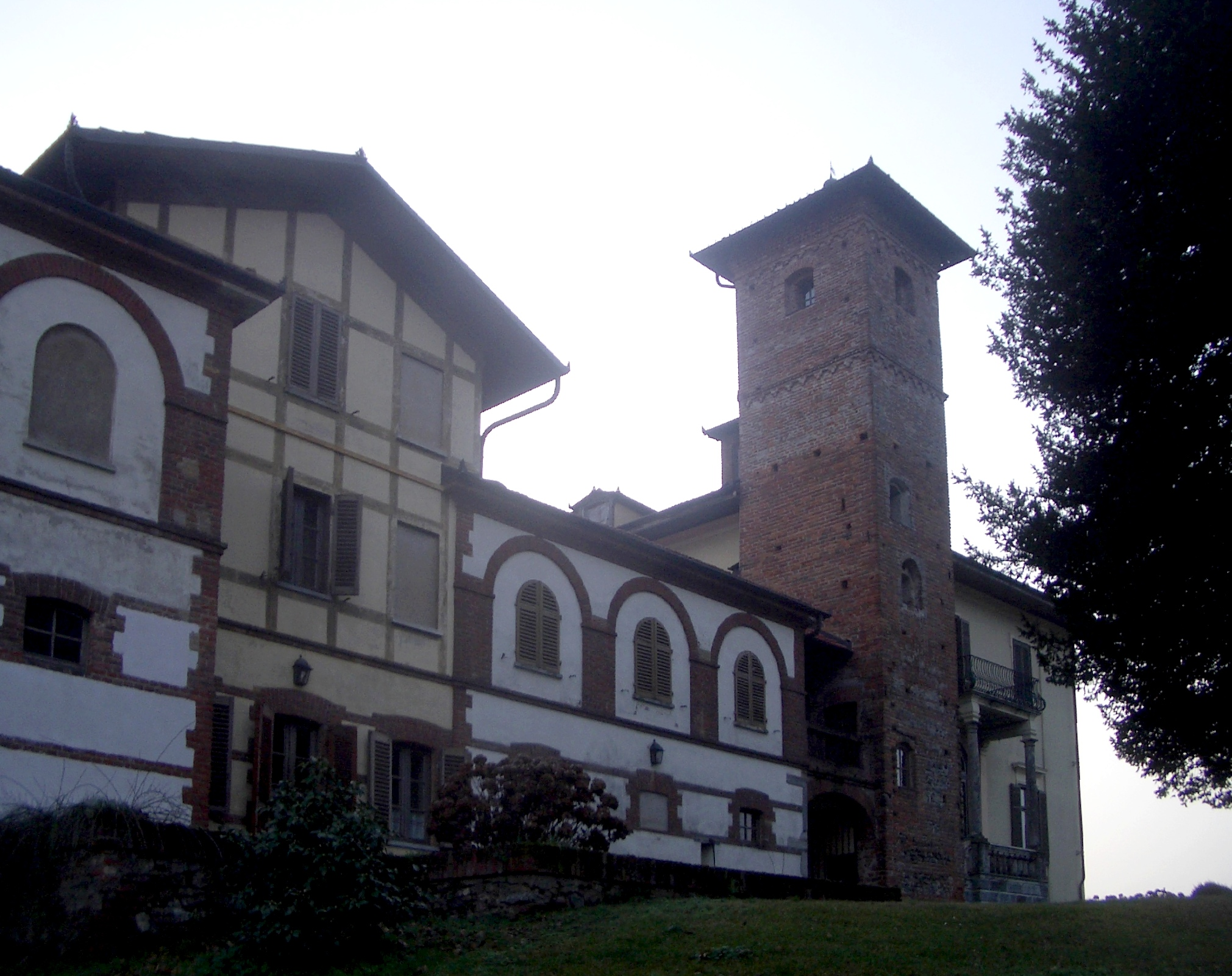
Borgomasino

- Privato - apertura da aprile a ottobre - sabato e domenica ore 14-19; prenotazioni durante l'anno per gruppi organizzati
- Informazioni: 0125.770181

Delle origini antiche del castello di Borgomasino (da non confondersi con il castello di Masino) si hanno notizie attraverso documenti che ne testimoniano l'esistenza fin dall'XI secolo. Adibito in epoca moderna a servizio di bed & breakfast, ha avuto in passato una storia travagliata. Passato nel XV secolo in proprietà ai conti di Valperga, fu danneggiato nel 1818 da un crollo. Sui suoi resti, decenni dopo, ad unità d'Italia compiuta (1870) venne edificata una villa gentilizia in pretto stile ottocentesco. Committente dell'architetto Siniscalchi fu l'allora sindaco di Torino, conte Luigi Valperga di Masino. Dell'antico castello sono stati recuperati la torre a pianta quadra che sovrastava il castrum vetus e il cortile d'armi e le vicine palazzine rustiche. Il parco antistante porge sul naviglio di Ivrea e in veduta prospettica rispetto alla vicina serra morenica.

### Candia Canavese
- Via Cesare Battisti, 32

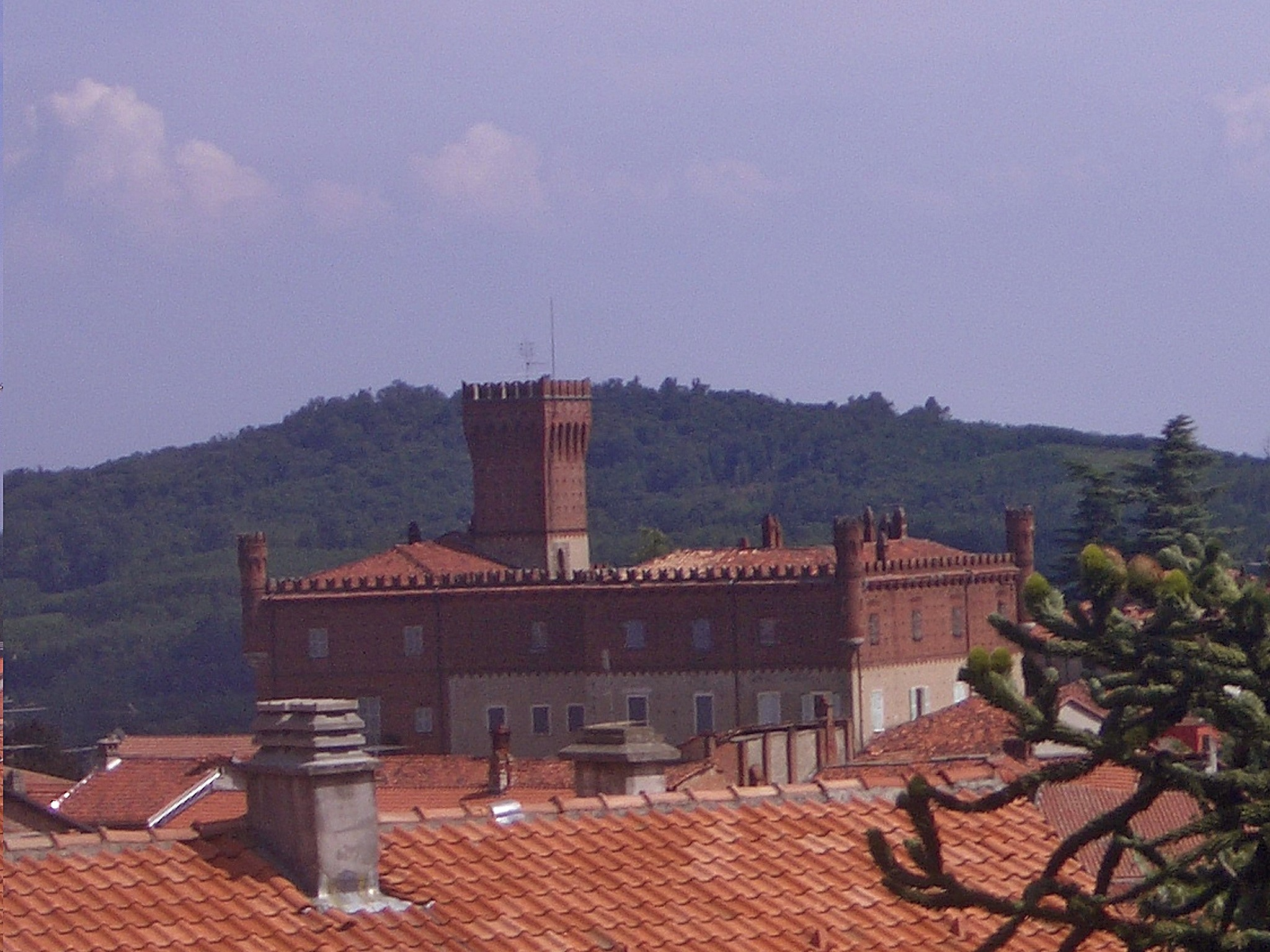
Candia

- Privato - visitabile solo parzialmente in occasione di manifestazioni
- Informazioni: Tel +39 011 9121461

Delle origini del castello (castrum) di Candia, a Candia Canavese, oggi detto Castelfiorito
 non si hanno notizie certe. Si sa solo di un'investitura sulla zona da parte del podestà di Ivrea ai fratelli de Candia avvenuta nel 1205. Il castello non è, sul piano architettonico, una costruzione omogenea: in parte è stato edificato con mattoni a vista, come ad esempio la torre dalla merlatura di stile ghibellino. È forse in virtù di taluni intervenuti nell'Ottocento, dovuti all'opera dell'architetto Carlevaris,
che il complesso ha il nome di Castelfiorito. Ora, adibito a servizio di bed & breakfast.

### Chiaverano
- Via Castello San Giuseppe

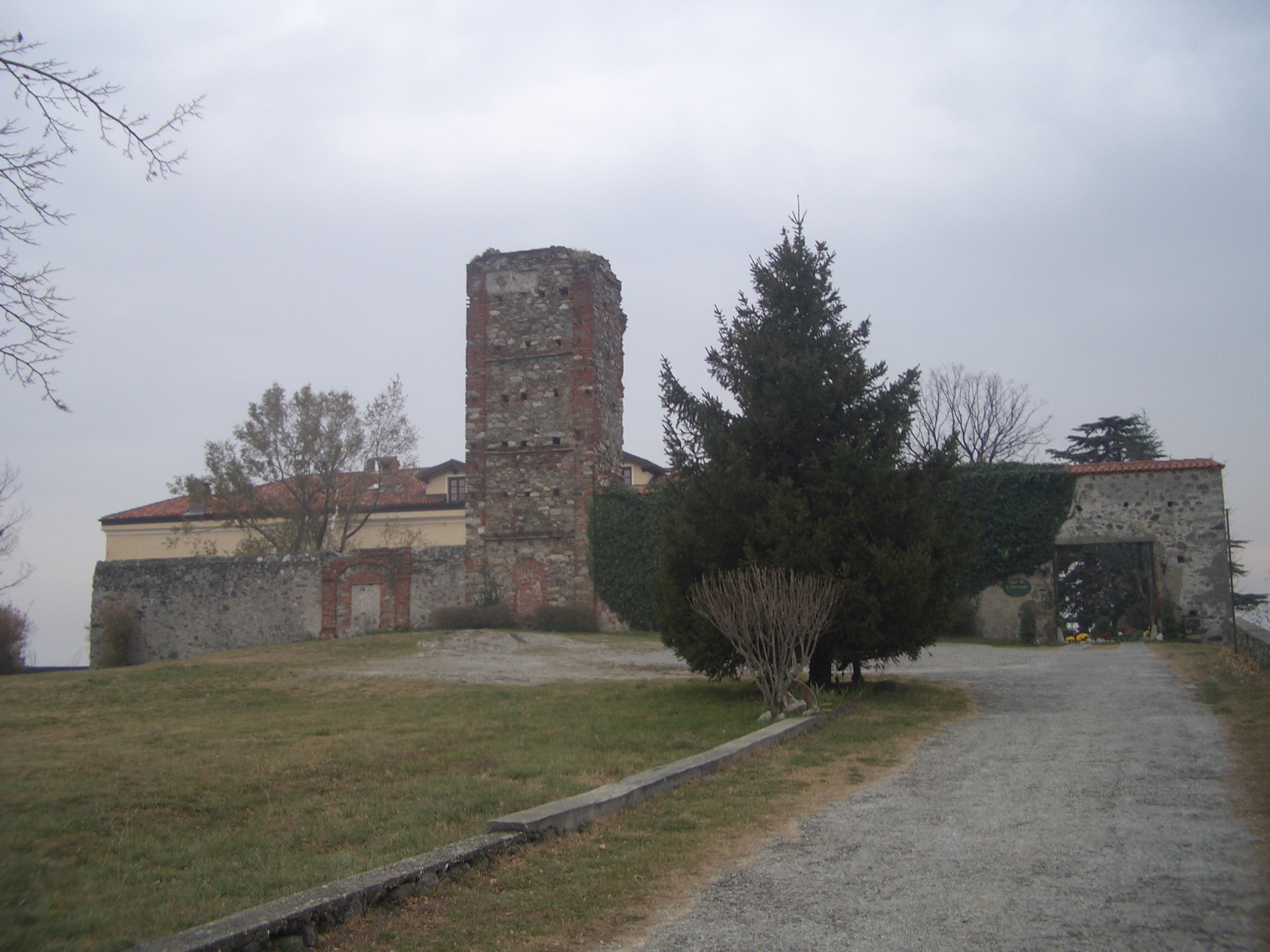
Chiaverano

- Adibito ad albergo, ristorante e centro congressi
- Informazioni: 0125.424370

Il castello di San Giuseppe a Chiaverano, destinato a relais dotato di centro congressi, ebbe una notevole importanza storica quale punto di osservazione militare - dalla sommità del monte Albagna che prospetta sul lago Sirio - degli antichi romani impegnati nella guerra contro i salassi. La zona in cui si erge è ritenuta uno dei più antichi luoghi di insediamento umano dell'intero Canavese. In principio, il castello era stato edificato da Tommaso Barberio da Guarene sui resti di un eremo - il convento omonimo di San Giuseppe - restado destinato per lungo tempo ad ospitare diversi ordini religiosi. 

Trasformato in dimora signorile fra il XVII secolo ed il XVIII secolo, fu fortificato da Napoleone Bonaparte e nell'Ottocento è divenuto luogo di ritrovo per artisti e letterati quali Arrigo Boito, Eleonora Duse e Giuseppe Giacosa, nativo della vicina Colleretto Parella oggi Colleretto Giacosa.

### Foglizzo
- Via Castello, 6
- Pubblico - prenotazione per gruppi organizzati - ad agosto "4 Giorni Internazionali di Foglizzo"
- Informazioni: 011.9883501

Il Castello di Foglizzo è sede del Comune della cittadina che lo acquisì nel 1885. Di probabile origine tardo-romana, nel periodo medioevale, in virtù della sua posizione elevata rispetto al paese e alla pianura sottostante, era adoperato come luogo di difesa e rifugio. Le modifiche in chiave rinascimentale vennero apportate al maniero nel XVI secolo. In particolare venne aggiunto un ampio salone attualmente adibito a sede delle riunioni del consiglio comunale. I conti novaresi di Biandrate sotto cui ricadeva San Giorgio Canavese (vedi sotto) ne disposero, fra il XVII secolo ed il XVIII secolo la trasformazione in dimora signorile, con l'abbattimento dell'annesso ricetto e la costituzione, al suo posto, di un giardino. I saloni interni sono abbelliti da affreschi, emblemi e blasoni, soffitti a cassettoni e volte a vela anch'esse decorate con affreschi.

### Ivrea
- Piazza Castello

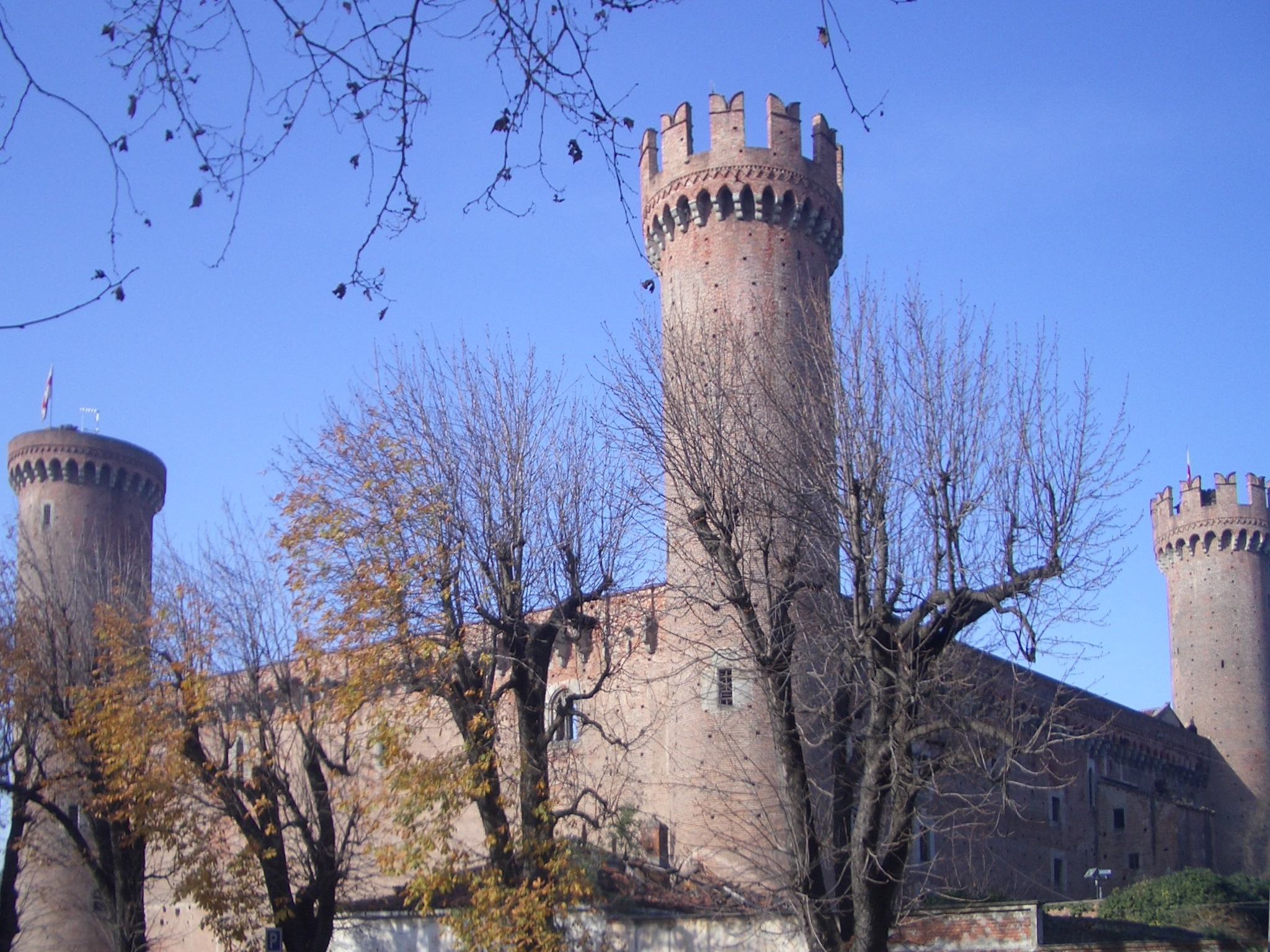
Ivrea

- Pubblico - aperto dal 1º maggio al 15 ottobre - domenica e festivi infrasettimanali - ore 10-12 e 15-18.30; anche su prenotazione
- Informazioni: Associazione Castello di Ivrea, 0125.44415

Situato nella parte alta della città, il castello di Ivrea - conosciuto anche come castello dalle rosse torri - è imponente per struttura, e fu costruito per scopi di difesa nel 1358. Committente ne fu il Conte Verde Amedeo VI di Savoia. Il complesso in cui fu inserito comprendeva le sedi principali del potere politico e religioso di stampo medioevale: il Capitolo vescovile, il Comune e la Cattedrale. La torre del mastio fu gravemente danneggiata nel 1676 (e da allora è rimasta mozza) da un fulmine durante un furioso temporale che si abbatté sulla città provocando all'interno del castello un'esplosione e la conseguente morte di diverse persone, oltre che danni alla fortezza.
Sensibilmente modificato negli anni successivi, è stato usato dal 1750 al 1970 come carcere. Spettacolari per pulizia architettonica sono, ben visibili, i camminamenti di ronda che denotano il suo uso difensivo. Lo stemma di casa Savoia sormonta una bifora ad archi trilobati.

### Mazzè
- Via Castello

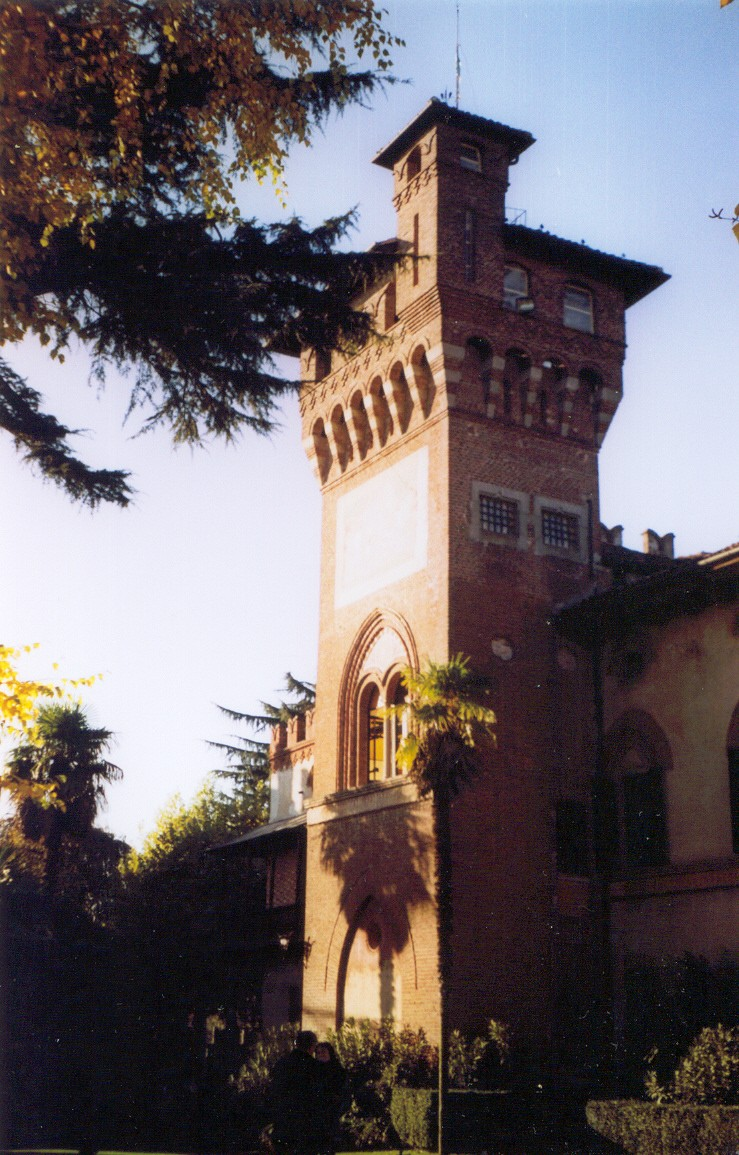
Mazzè

- Privato - aperto da febbraio a novembre - sabato, domenica e festivi ore 14.30-18
- Informazioni: 011.9835250

Il castello di Mazzè, adibito a polo museale privato, è stato edificato a breve distanza dal corso della Dora Baltea e sopraelevato rispetto alla sottostante pianura padana in una zona di interesse faunistico, sui resti di un antico fortilizio di epoca romana subendo nel corso del tempo numerose integrazioni e rimaneggiamenti. I maggiori, in chiave di architettura di stile gotico, sono dovuto all'opera dell'architetto Velati Bellini e risalgono al XIX secolo. I percorsi di visita alla dimora storica sono tre e includono il Castello Grande (dodici stanze), il museo sotterraneo (che presenta le prigioni, strumenti di tortura e una cappella mortuaria) e la contigua Oasi del Bosco Parco.

### Moncrivello
- Via Duchessa Jolanda, 8
- Privato - visitabile su prenotazione e in occasione di manifestazioni
- Informazioni: 0161.401175

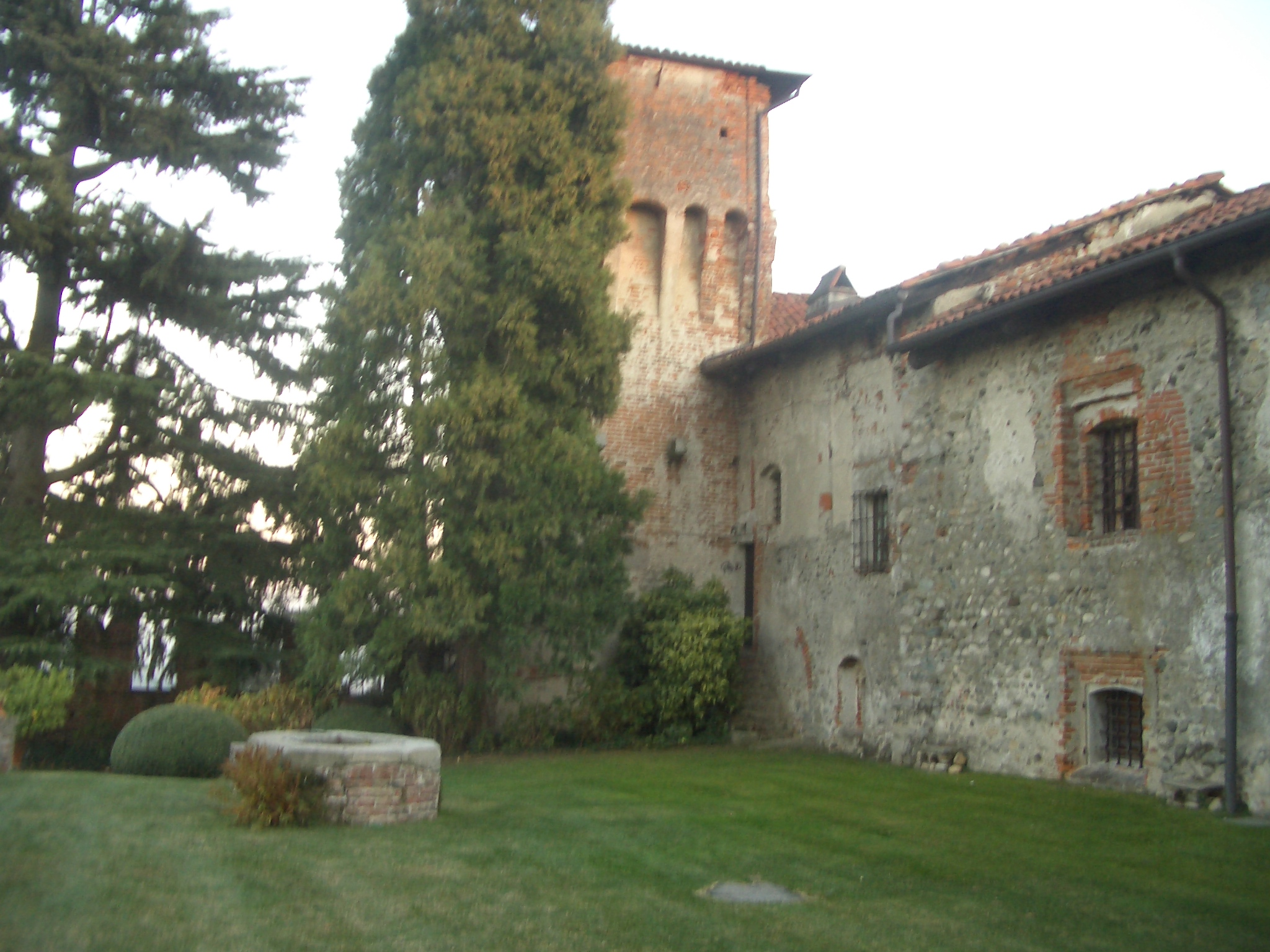
Moncrivello

Situato nel territorio della provincia di Vercelli, fra Cigliano e Borgo d'Ale, il medioevale castello di Moncrivello apparteneva in origine al vescovado di Vercelli ma passò nel 1340 alla famiglia genovese dei Fieschi. Affrancatosi dopo un assalto alla rocca, il popolo scelse di sottomettersi alla signoria di Amedeo VIII di Savoia. I lavori di restauro con cui la fortezza venne trasformata in dimora signorile di campagna, disposti dalla duchessa Jolanda di Savoia Valois, moglie, di Amedeo IX di Savoia, lo portarono successivamente ad un nuovo splendore. Rimasto per oltre un secolo legato al casato sabaudo - i cui membri maschi duchi di Savoia se ne servivano come dono per le consorti - passò in proprietà, oltre che di Jolanda, a Bianca di Monferrato e Beatrice del Portogallo. Danneggiato da un incendio in principio di XIX secolo, è rimasto a lungo in stato di abbandono fino ad essere assimilato nel 1908 ai monumenti nazionali italiani. Negli anni settanta è stato sottoposto ad un'importante opera di restauro conservativo.

### Montalto Dora
- Monte Crovero
- Visitabile solo parzialmente
- Informazioni: 0125.652771

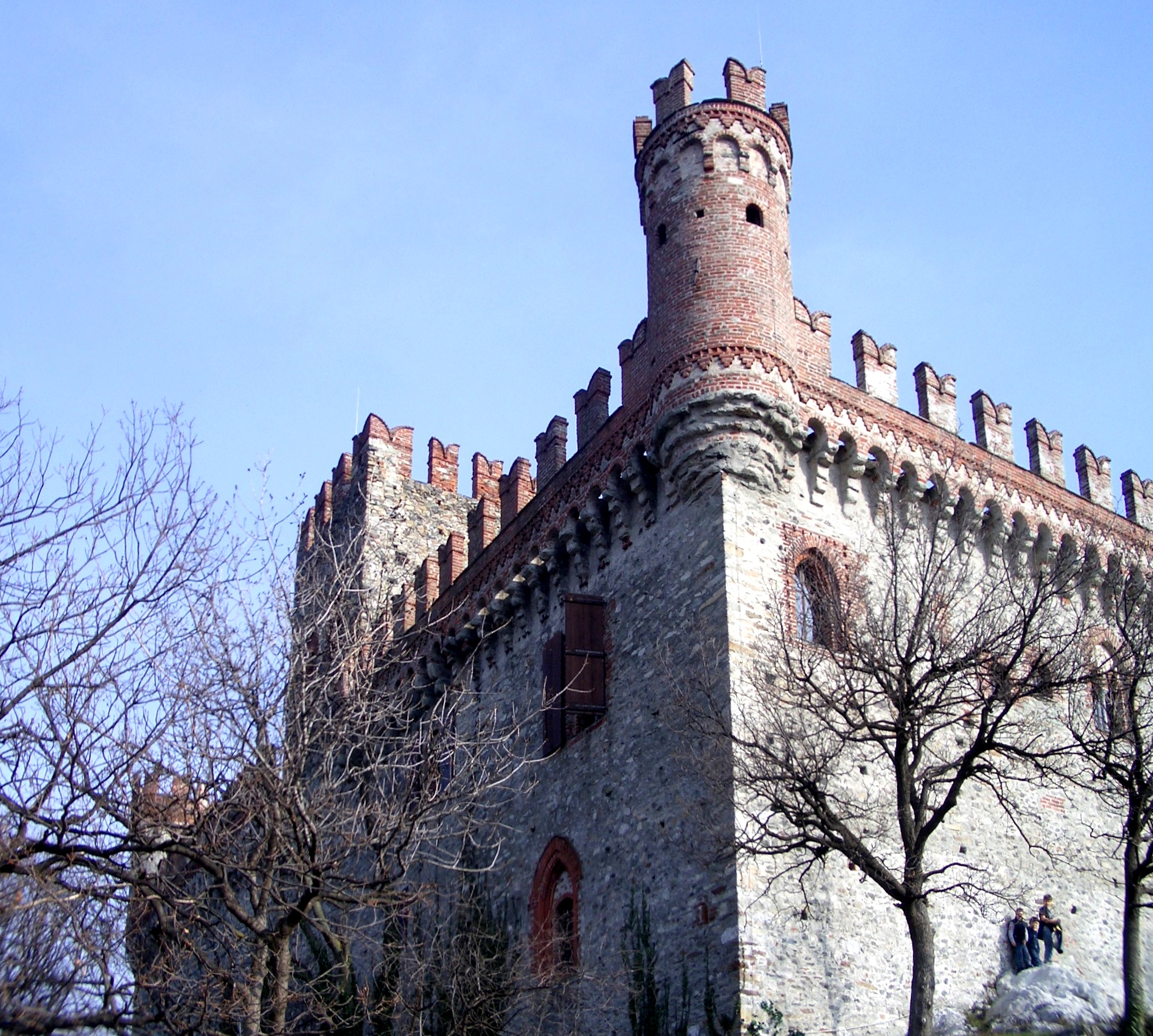
Montalto Dora

Il castello di Montalto Dora risale alla metà del XII secolo (se ne fa cenno in documenti del 1140 circa che fanno cenno al castrum monsalti). Di proprietà privata, è parte integrante del borgo di epoca romana su cui sorge ed ha pianta quadrata irregolare con una doppia cinta. Un'alta torre domina la parte interna intorno al mastio, l'annessa cappella, gli ambienti in parte visitabili e il camminamento di guardia. Nell'antichità funzionava da fortezza a guardia della piana lacustre di Ivrea e della strada che conduce in Valle d'Aosta. Affidato in giurisdizione al vescovado di Ivrea, passò nel XIV secolo a far parte dei possedimenti dei Savoia. Passato alla casa feudale dei de Jordano di Bard, subì attacchi - a volte devastanti, come nel 1641 - che ne misero a dura prova la struttura. Nel XX secolo passò in proprietà alla famiglia Vallesa per quindi diventare patrimonio del conte Severino dei Baroni di Casana. Per i lavori di restauro e recupero dell'intero complesso architettonico vennero interessati l'architetto Carlo Nigra e l'architetto Alfredo d'Andrade, ideatori del Borgo medievale di Torino.

### Parella
- Via Carandini, 40

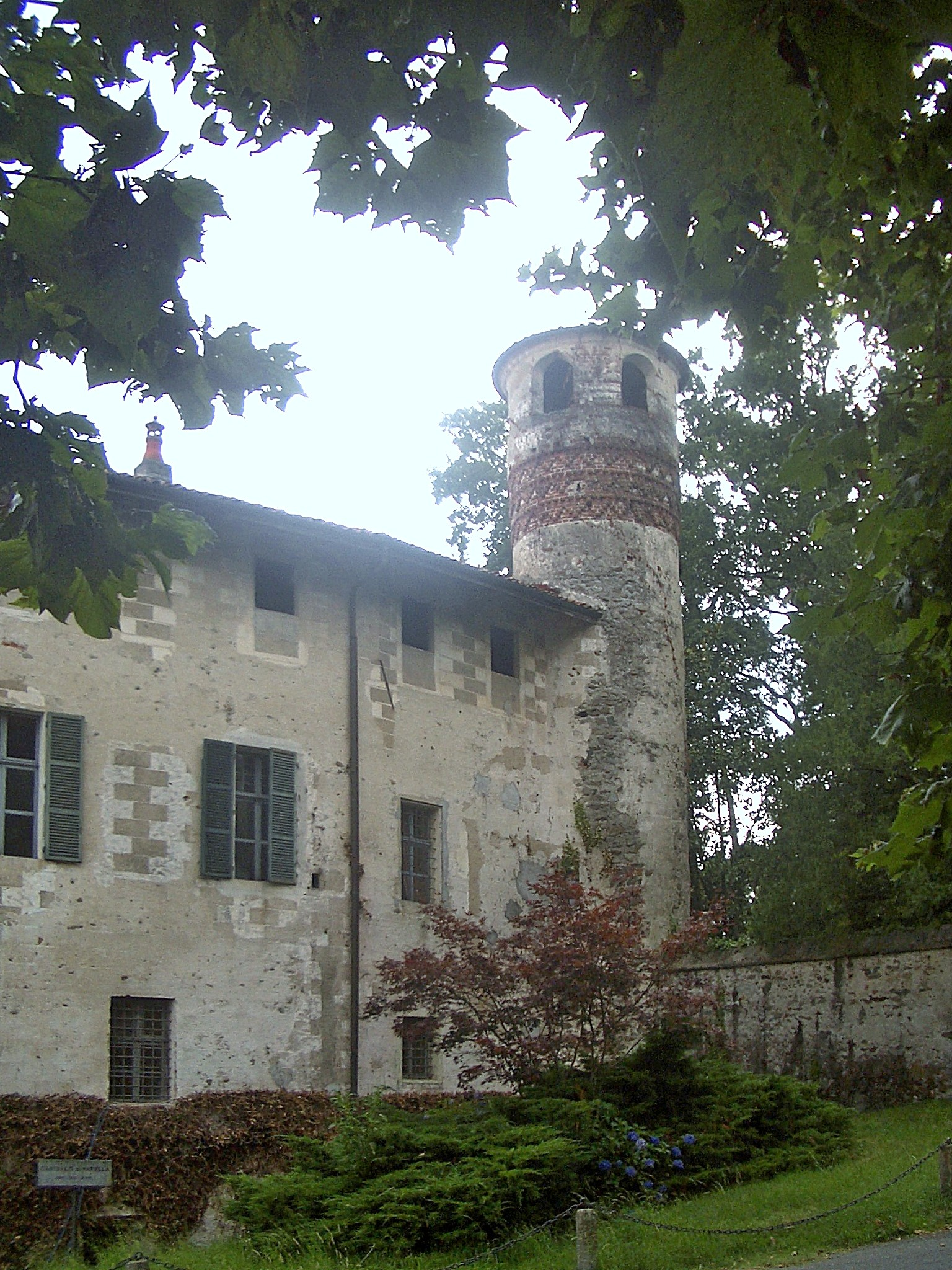
Parella

- Aperto tutti i giorni dalle 7.00 alle 23.00
- Visite su prenotazione
- Informazioni: 0125.19371

Parella ospita un castello del XIII secolo con rimaneggiamenti del XVII secolo, adibito a polo museale privato. Già appartenente al casato dei Lorenzadium ossia San Martino di Lorenzato e poi dei conti di Ivrea, fu edificato sui resti di una struttura dell'alto medioevo. Strutturato su tre livelli, ha altrettanti cortili interni prospicienti vari edifici e attorniati da un parco; al secolo successivo risale la torre di forma tonda ornata con fregi in cotto. Gli interni sono decorati con preziosi affreschi e finte architetture. La Sala di Giove ha una sontuosa volta a carena di nave e affreschi di tema storico-mitologico e contiene una galleria di uomini illustri dell'epoca medioevale. La quadreria ha invece la volta decorata con sei scene allegoriche che rievocano vari temi: amore, giustizia, fede, forza, virtù e valore.

### Pavone Canavese
- Via dei Ricetti, 1

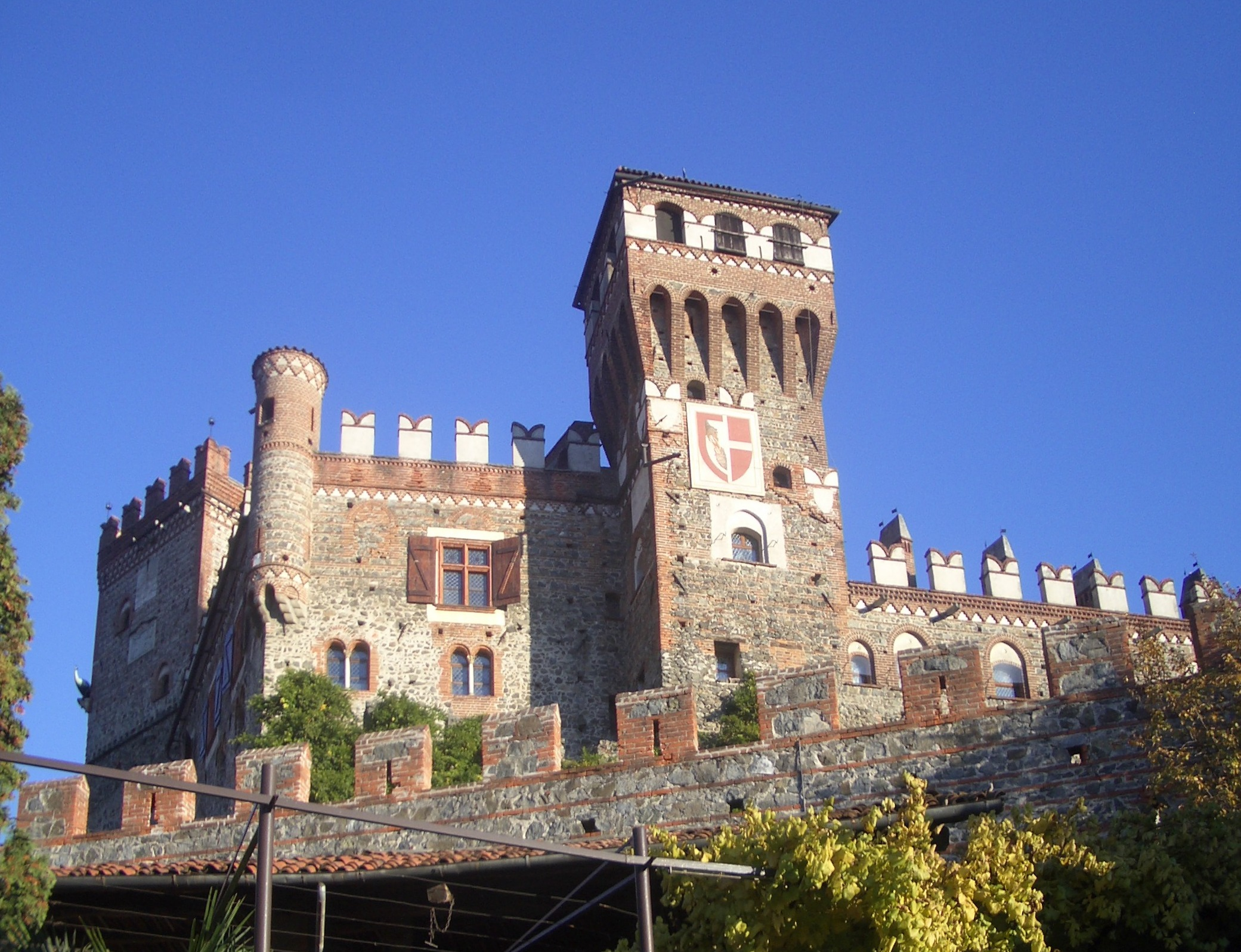
Pavone C.

- Adibito ad albergo, ristorante e centro congressi
- Manifestazioni: a giugno feste medioevali
- Informazioni: 0125.672111

Il castello di Pavone Canavese (sede di rievocazioni storiche), adibito a ricettività e centro congressi, era in origine una fortezza posta in mezzo a diversi ricetti in una zona collinare sotto la giurisdizione del vescovado d'Ivrea. 
Fu edificato fra il IX secolo e l'XI secolo. Anche in questo, come in altri manieri del Canavese, ad essere evocata maggiormente è la figura di Arduino re dell'Italia medioevale. In questo caso, il nome del sovrano è lo stesso attribuito al soffitto a cassettoni che decora gli interni. Vi sono ritratti personaggi e figure di animali. 
Interna al castello, a lato della corte, è una piccola chiesa coeva dell'edificazione originaria.

### Rivara
- Piazza Sillano, 2
- Privato - aperto da aprile a novembre - sabato e domenica ore 10-13 14-18
- Informazioni: 0124 31122

Dal 1985 centro d'arte contemporanea (qui nacque la scuola pittorica di Rivara), il castello di Rivara si estende su di un parco vasto 65 000 metri quadrati comprendendo due edifici costruiti fra il XII secolo ed il XIV secolo dai conti di Valperga. Nel XV secolo in piena epoca di caccia alle streghe, fu sede dell'Inquisizione e vide la celebrazione di molti processi per stregoneria, prima di passare - dal XVIII secolo - al Patrimonio Regio. Ospitò, fra il 1832 ed il 1859, la Reale Accademia Militare. Sempre nell'Ottocento l'architetto D'Andrade si occupò della trasformazione del Castello Vecchio (detto anche superiore), fino ad allora organizzato sulla vecchia struttura medioevale, e del Castello Nuovo (inferiore), adibito a residenza di campagna, che assunsero uno stile in parte barocco ed in parte neogotico, soprattutto riguardo all'ala occidentale.

### Rivarolo Canavese
- Via Maurizio Farina
- Pubblico - aperto da maggio a ottobre - domenica ore 16-19
- Informazioni - Associazione Amici del Castello di Malgrà - 0124.26725

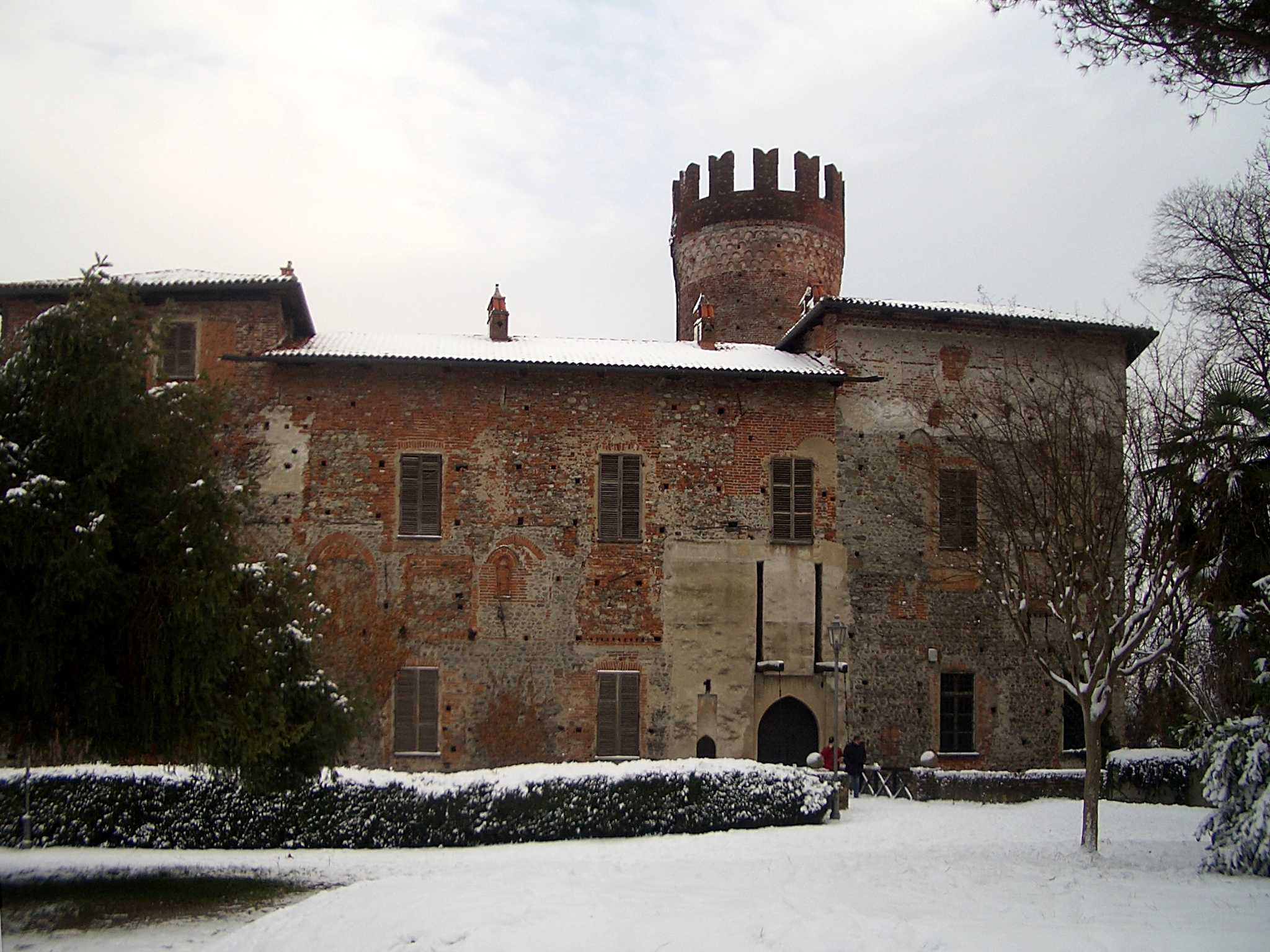
Il Castello Malgrà

A Rivarolo Canavese sorge il castello di Malgrà, dimora signorile con parco costruita tra il 1333 ed il 1336 dal feudatario conte Martino di San Martino. Rimase ai conti di San Martino sino alla metà del XVII secolo e fu poi soggetto a vari cambi di proprietà. Ampliato a più riprese nei secoli successivi la sua edificazione, nel 1982 è stato acquisito dal Comune che lo ha destinato a sede di mostre, concerti ed eventi culturali. In origine i corpi di fabbrica dell'edificio erano due, uniti da un muro di cinta e da una torre circolare tuttora esistente. Il portico a due arcate venne aggiunto nel secolo successivo l'edificazione, il medesimo in cui furono affrescate con soggetti religiosi le pareti delle varie sale. D'Andrade iniziò nel 1884 un poderoso lavoro di restauro riguardante in particolare dell'ala occidentale del castello; l'opera fu completata nel 1926 da Nigra.

### San Giorgio Canavese
- Via Piave, 4
- Resort. Visite guidate da giugno a metà settembre, chiuso ad agosto
- Informazioni: 0124.32429;011.6680580

Il già esistente castello di San Giorgio Canavese presidiava con scopi difensivi nel X secolo il castrum locale. Solo nel XII secolo fu ricostruito sotto forma di insieme di edifici dai conti di Biandrate. Il nucleo tuttora più evidente è quello costituito dalla parte edificata fra il XIII ed il XIV secolo, mentre il Castel Vecchio, la parte più antica del complesso ricostruito, risale al 1100. Eleganti stanze compongono i quattro appartamenti interni, raggiungibili dal salone centrale. Un parco ed un elegante giardino all'italiana - realizzato nel XVII secolo - fanno da contorno al maniero.

### Strambino
- Via San Martino
- Aperture saltuarie nel periodo estivo
- Informazioni: 0125.637500

Il Castello di Strambino è una dimora gentilizia un tempo appartenente ai conti di San Martino. Risale al XVII secolo ed ha affreschi che decorano il prospetto esterno affacciato su un parco con alberi ad alto fusto. Fa parte di un più vasto complesso edificato su vari corpi di fabbrica sulla base dei resti di un antico castello dell'XI secolo. Di tali vestigia sono visibili due torri e resti delle mura che circondavano il castello arduinico nonché parte del castello gotico del XIV secolo. Passata in proprietà agli eredi dei marchesi Scarampi di Villanova, la dimora è adibita a servizio di bed & breakfast.

### Valperga
- Zona Castello

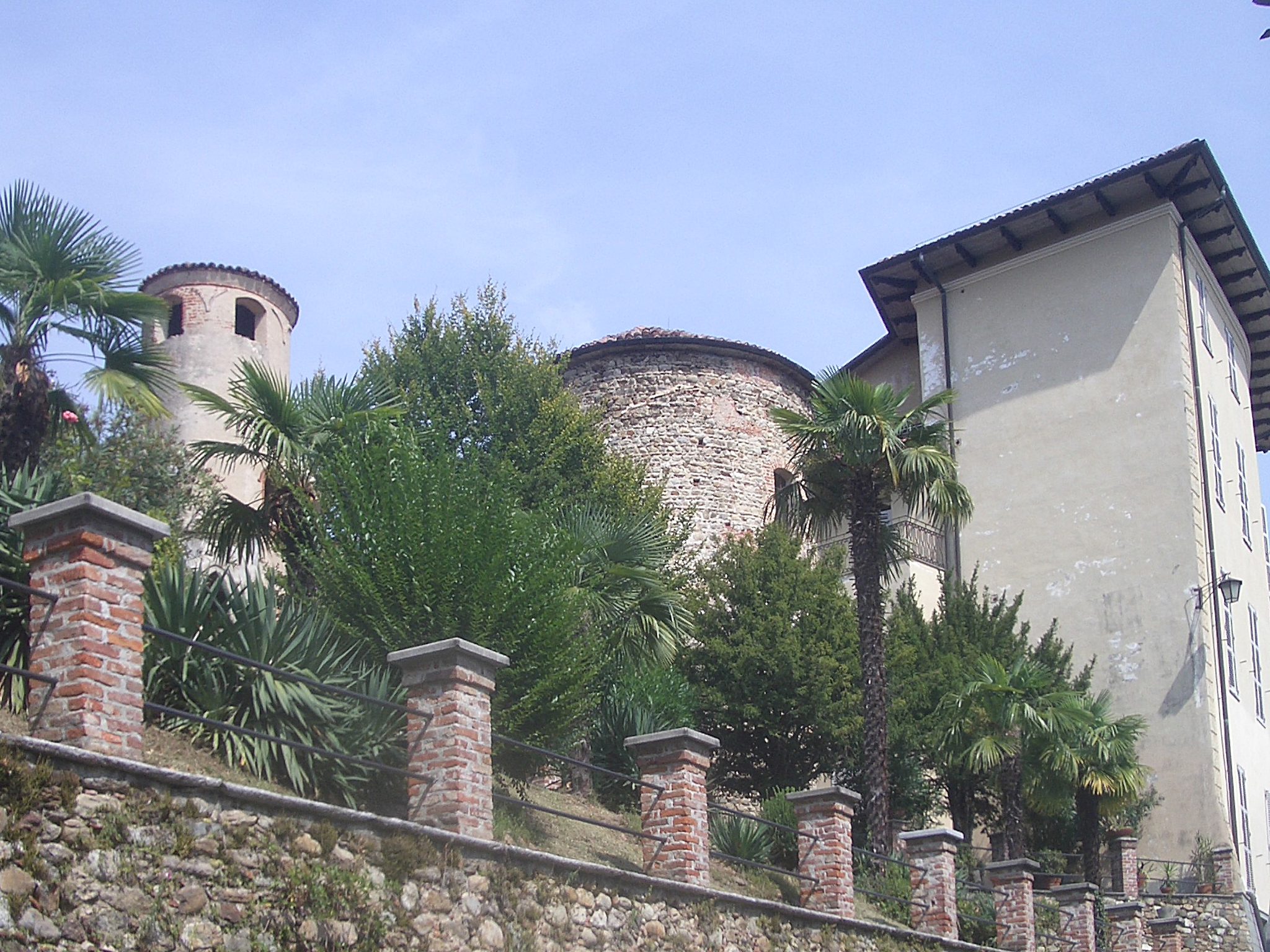
Valperga

- Pubblico - luglio-agosto sabato e domenica ore 16-18
- Informazioni: 0124.617146
- Chiesa San Giorgio: 0124.617174

A Valperga è situato il castello del X secolo voluto dal casato omonimo, quello dei conti Valperga, caratterizzato da torri che circondano diversi edifici che si sono aggiunti via via con il tempo. Gli abbellimenti di gusto barocco comprese l'inserimento di una villa neoclassica con giardino e parco. Il sito riveste importanza per la vicinanza alla chiesa di San Giorgio, coeva del castello, che custodisce una Passione di Cristo del XV secolo, raro esempio dei cicli pittori medioevali dell'Alto Canavese.